# Plaimbois-du-Miroir
Plaimbois-du-Miroir ist eine französische Gemeinde mit 280 Einwohnern (Stand: 1. Januar 2022) im Département Doubs in der Region Bourgogne-Franche-Comté.

## Geographie
Plaimbois-du-Miroir liegt auf 824 m, 16 Kilometer nördlich von Morteau und etwa 17 Kilometer nordwestlich der Stadt La Chaux-de-Fonds (Luftlinie). Das Dorf erstreckt sich im Jura, auf einer Hochfläche im äußersten Westen des Hochplateaus von Maîche, oberhalb des tief eingeschnittenen Tals des Dessoubre. Das Gemeindegebiet gehört zum Regionalen Naturpark Doubs-Horloger.
Die Fläche des 11,71 km² großen Gemeindegebiets umfasst einen Abschnitt des französischen Juras. Der Hauptteil des Gebietes wird von der gewellten Hochfläche eingenommen, die durchschnittlich auf 850 m liegt. Sie ist vorwiegend mit Wies- und Weideland bestanden, zeigt aber auch einige Waldflächen. Gegen Osten steigt das Gelände zu den bewaldeten Höhen von La Vie au Loup (943 m), Le Virot (945 m) und Champs du Bois an (mit 975 m die höchste Erhebung von Plaimbois-du-Miroir).
Gegen Westen läuft das Hochplateau im Felsvorsprung des Rocher du Miroir (836 m) aus. Begrenzt wird es im Westen und Norden vom rund 350 m tief eingeschnittenen Tal des Dessoubre, dessen bewaldete Hänge (Côte Barbier) an verschiedenen Orten von markanten Kalkfelswänden durchzogen sind. Der gewundene Lauf des Dessoubre bildet meist die nördliche Abgrenzung des Gebietes. Mit der Côte de Parfondbief gehört auch ein Abschnitt des steilen linken Talhangs des Dessoubre zu Plaimbois-du-Miroir.
Nachbargemeinden von Plaimbois-du-Miroir sind Bretonvillers und Rosureux im Norden, Bonnétage im Osten, Montbéliardot und Mont-de-Laval im Süden sowie Laval-le-Prieuré, Guyans-Vennes und Plaimbois-Vennes im Westen.

## Geschichte
Im Mittelalter gehörte Plaimbois-du-Miroir zur Herrschaft Vennes. Zusammen mit der Franche-Comté gelangte das Dorf mit dem Frieden von Nimwegen 1678 an Frankreich.
Mit 1. Januar 2009 erfolgte eine Änderung der Arrondissementszugehörigkeit der Gemeinde. Bislang zum Arrondissement Montbéliard gehörend, kamen alle Gemeinden des Kantons zum Arrondissement Pontarlier.

## Sehenswürdigkeiten
|  |  |

Die Dorfkirche Mariä Heimsuchung (Notre-Dame de la Visitation) wurde um 1700 erbaut und 1725 vergrößert; der Glockenturm wurde 1752 hinzugefügt.

## Bevölkerung
| Jahr                       | 1962 | 1968 | 1975 | 1982 | 1990 | 1999 | 2004 | 2016 |
| Einwohner                  | 172  | 146  | 144  | 144  | 131  | 149  | 160  | 235  |
| Quellen: Cassini und INSEE |      |      |      |      |      |      |      |      |

Mit 280 Einwohnern (Stand 1. Januar 2022) gehört Plaimbois-du-Miroir zu den kleinen Gemeinden des Départements Doubs. Nachdem die Einwohnerzahl in der ersten Hälfte des 20. Jahrhunderts markant abgenommen hatte (1886 wurden noch 362 Personen gezählt), wurde seit Beginn der 1990er Jahre wieder ein leichtes Bevölkerungswachstum verzeichnet.

## Wirtschaft und Infrastruktur
Plaimbois-du-Miroir war bis weit ins 20. Jahrhundert hinein ein vorwiegend durch die Landwirtschaft (Viehzucht und Milchwirtschaft, etwas Ackerbau) geprägtes Dorf. Die Wasserkraft des Dessoubre wurde früher für den Betrieb einer Sägerei und einer Mühle genutzt (Moulin de Girardot). Noch heute leben die Bewohner zur Hauptsache von der Tätigkeit im ersten Sektor. Außerhalb des primären Sektors gibt es nur wenige Arbeitsplätze im Dorf. Einige Erwerbstätige sind auch Wegpendler, die in den umliegenden größeren Ortschaften ihrer Arbeit nachgehen.
Die Ortschaft liegt abseits der größeren Durchgangsstraßen. Straßenverbindungen bestehen mit Bonnétage, Le Luhier und Laval-le-Prieuré.